# Kate Mahaut
Kate Yvonne Holgersen-Mahaut-Thoresen (16. januar 1908 på Frederiksberg – 2. marts 1988 på Frederiksberg) var kvindelig dansk fægter, medlem af Akademisk Fægteklub i København.
Mahaut var med til at vinde VM-guld i fleuret for hold i både 1947 og 1948 og deltog i OL 1948 og 1952.
Kate Mahaut blev i 1934 franskmanden Leonce Mahaut's (1875-1950) tredje hustru. Han kom i 1899 kom til Danmark for at undervise i fægtning. Kate Mahaut blev i 1960 gift for anden gang Adolph Thorsen (1890-1967). 